# Anne no Nikki
Anne no Nikki (アンネの日記), là một anime năm 1995 dựa trên tiểu thuyết cùng tên của Anne Frank. Phim được sản xuất bởi hãng Madhouse và do Akinori Nagaoka làm đạo diễn.

## Tóm tắt
Phim kể về Anne Frank, một cô bé 13 tuổi sống ở Amsterdam do Đức bấy giờ chiếm đóng trong Thế chiến II. Cô may mắn trốn thoát khỏi cuộc đàn áp người Do Thái của Đức Quốc Xã và lánh nạn trong một trái nhà nơi cô dành cả ngày để viết nhật ký kể về cuộc sống, những mối tình và ước mơ của đời mình.

## Sản xuất
Bộ phim do Katsuyuki Kubo thiết kế nhân vật và Michael Nyman sáng tác phần âm nhạc. Hai bài hát trong phim là "If" (sáp nhập từ bài "Time Lapse" trong phim A Zed & Two Noughts) và "Why" đã trở thành những tác phẩm hòa nhạc. Không những vậy, bài hát thứ nhất còn xuất hiện trong một phiên bản thay thế trong phim The Libertine. Người trình diễn là ca sĩ contralto Hilary Summers. "Candlefire" cũng như các phiên bản dành riêng cho piano của "If" và Why" cũng có mặt trên ấn phẩm 2005 của Nyman, The Piano Sings. Về phần phân vai, Reina Takahashi đảm nhiệm vai nữ chính Anne Frank trong khi Gou Katou đảm nhận vai Otto Frank và Tano Seiko lồng tiếng cho Margot Frank.

## Ra mắt
Bộ phim ra mắt dưới dạng DVD ở Pháp (lấy tên Le Journal d'Anne Frank) với phụ đề tiếng Anh. Một phiên bản dự định ra mắt ở Bắc Mỹ vào năm 2015, tuy nhiên, đến năm 2019 vẫn chưa được công chiếu.

## Âm nhạc

### Danh sách bài hát
1. Amsterdam Dawn
2. Anne's Birthday
3. The Schoolroom
4. Letter From Germany
5. Goodbye Moortje
6. Candlefire
7. Renewal
8. Light Of Love
9. Chatterbox Waltz
10. Hanukah
11. Spring Freedom
12. Concentration Camp
13. If
14. First Kiss
15. D-Day
16. The Diary Of Hope
17. Silent Separation
18. Lament For Lost Youth
19. Why

## Đón nhận
Bộ phim đón nhận những ý kiến tiêu cực. Justin Sevakis của Anime News Network nói rằng "ngay cả một câu chuyện có sức mạnh như Anne Frank cũng không thể khỏa lấp nổi cách làm phim ghê tởm và những lựa chọn kỳ lạ chẳng mang lại ý nghĩa gì của đạo diễn phim" và rằng ông không thể "nghĩ ra cách nào tồi tệ hơn để trải nghiệm câu chuyện hơn là xem phim này".